# Desmometopa tarsalis
Desmometopa tarsalis är en tvåvingeart som beskrevs av Friedrich Hermann Loew 1866. Desmometopa tarsalis ingår i släktet Desmometopa och familjen sprickflugor. Inga underarter finns listade i Catalogue of Life.